# Cantó de Gray
El cantó de Gray és un cantó francès del departament de l'Alt Saona, situat al districte de Vesoul. Té 21 municipis i el cap és Gray.

## Municipis
- Ancier
- Angirey
- Apremont
- Arc-lès-Gray
- Battrans
- Champtonnay
- Champvans
- Cresancey
- Esmoulins
- Germigney
- Gray
- Gray-la-Ville
- Igny
- Noiron
- Onay
- Saint-Broing
- Saint-Loup-Nantouard
- Sauvigney-lès-Gray
- Le Tremblois
- Velesmes-Échevanne
- Velet

## Història
| Data d'elecció                           | Identitat              | Partit          | Qualitat |
| ---------------------------------------- | ---------------------- | --------------- | -------- |
| 1945-1951                                | Louis Boiteux          | SFIO            |          |
| 1951-1976                                | Pierre Vitter          | RPF, després RI |          |
| 1976-1982                                | André Lanquetin        | PS              |          |
| 1982-2001                                | Christian Bergelin     | RPR             |          |
| 2001-2008                                | Patrice Debray         | UMP             |          |
| 2008-                                    | Claudy Chauvelot-Duban | PS              |          |
| les dades anteriors no són pas conegudes |                        |                 |          |
|                                          |                        |                 |          |

## Demografia
| A partir de 1990: Població sense dobles comptes |